# Lepas pectinata
Lepas pectinata är en kräftdjursart som beskrevs av Lorenz Spengler 1792. Lepas pectinata ingår i släktet Lepas och familjen Lepadidae. Det är osäkert om arten förekommer i Sverige. Utöver nominatformen finns också underarten L. p. pacifica.

## Bildgalleri

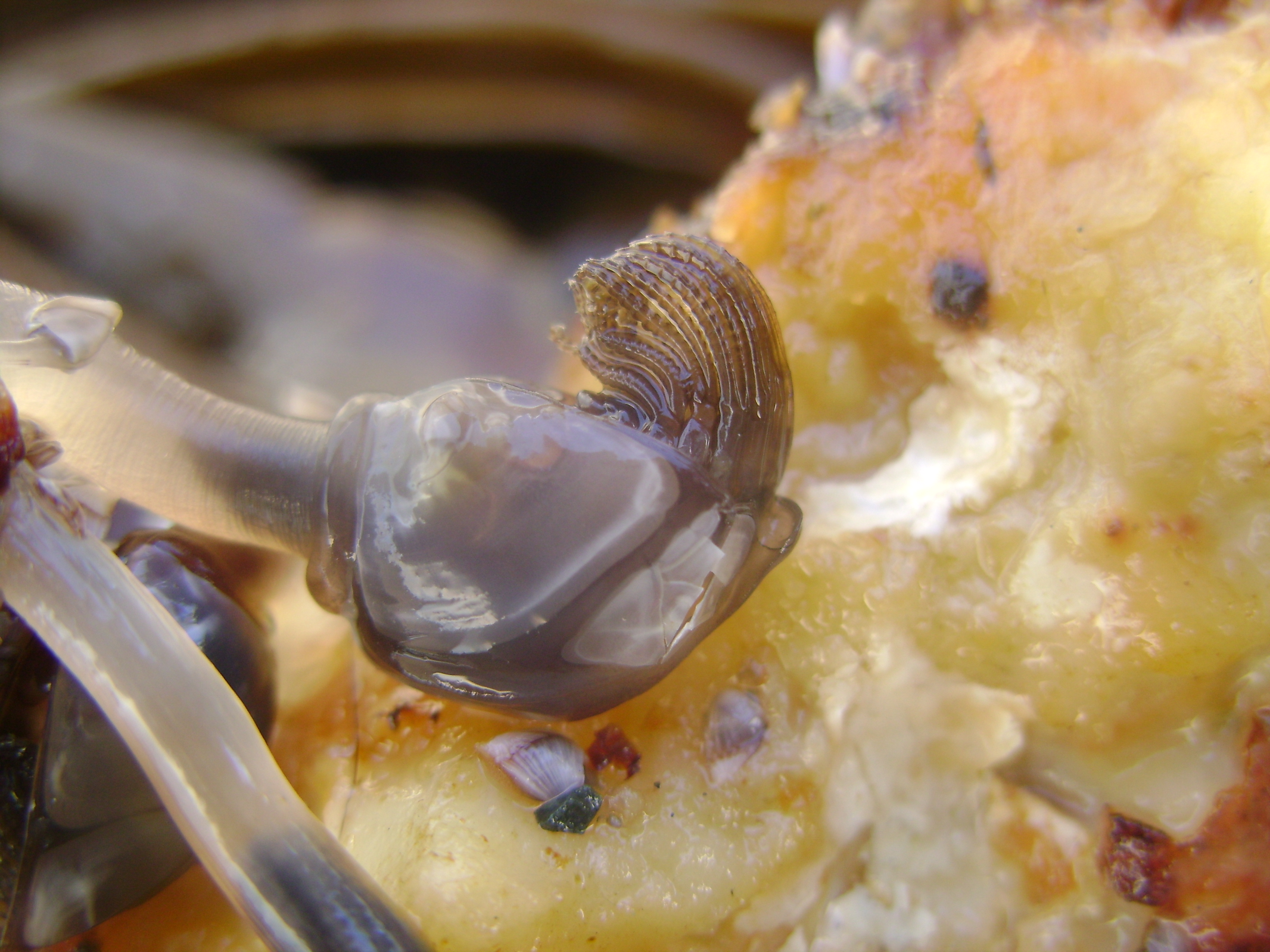
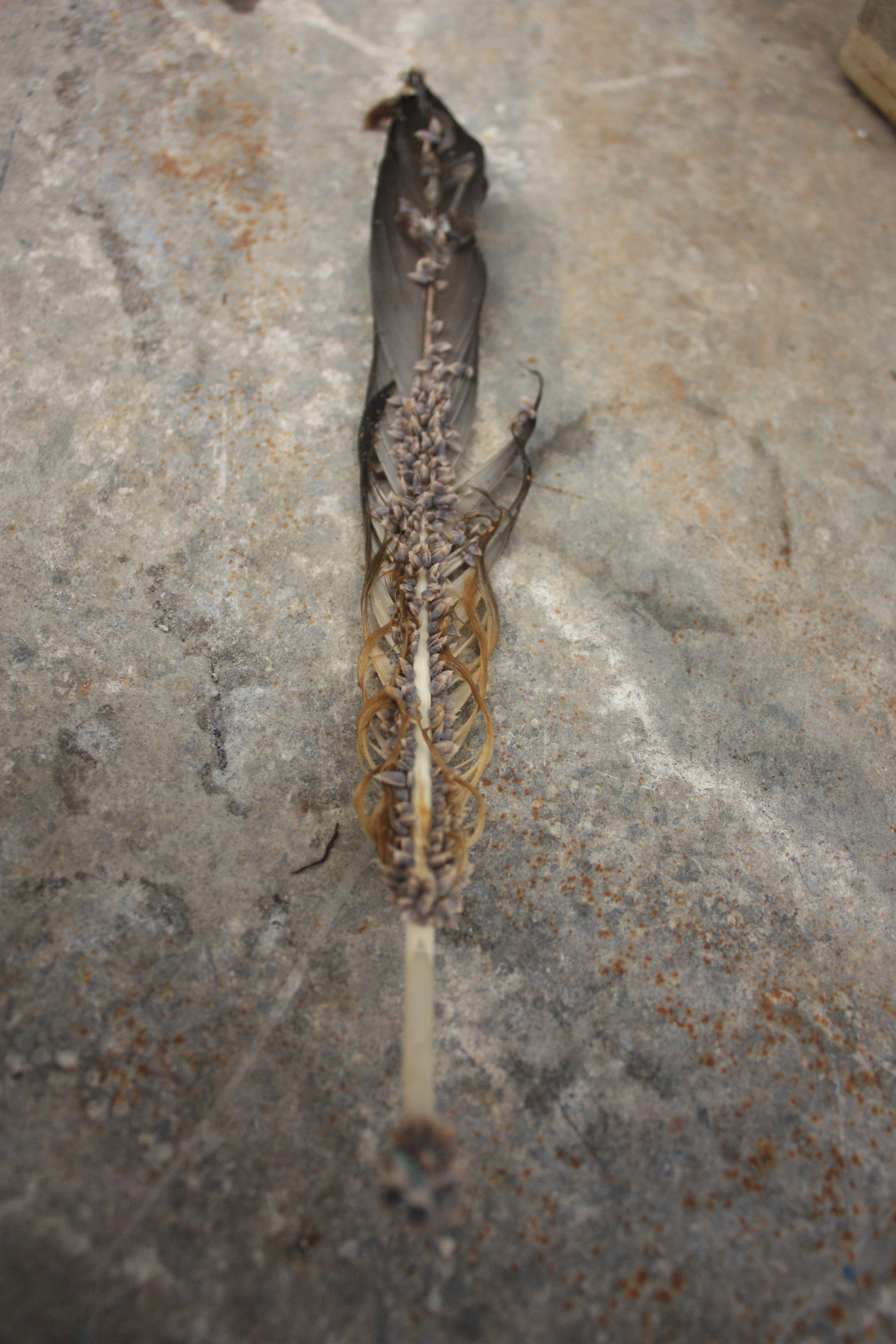
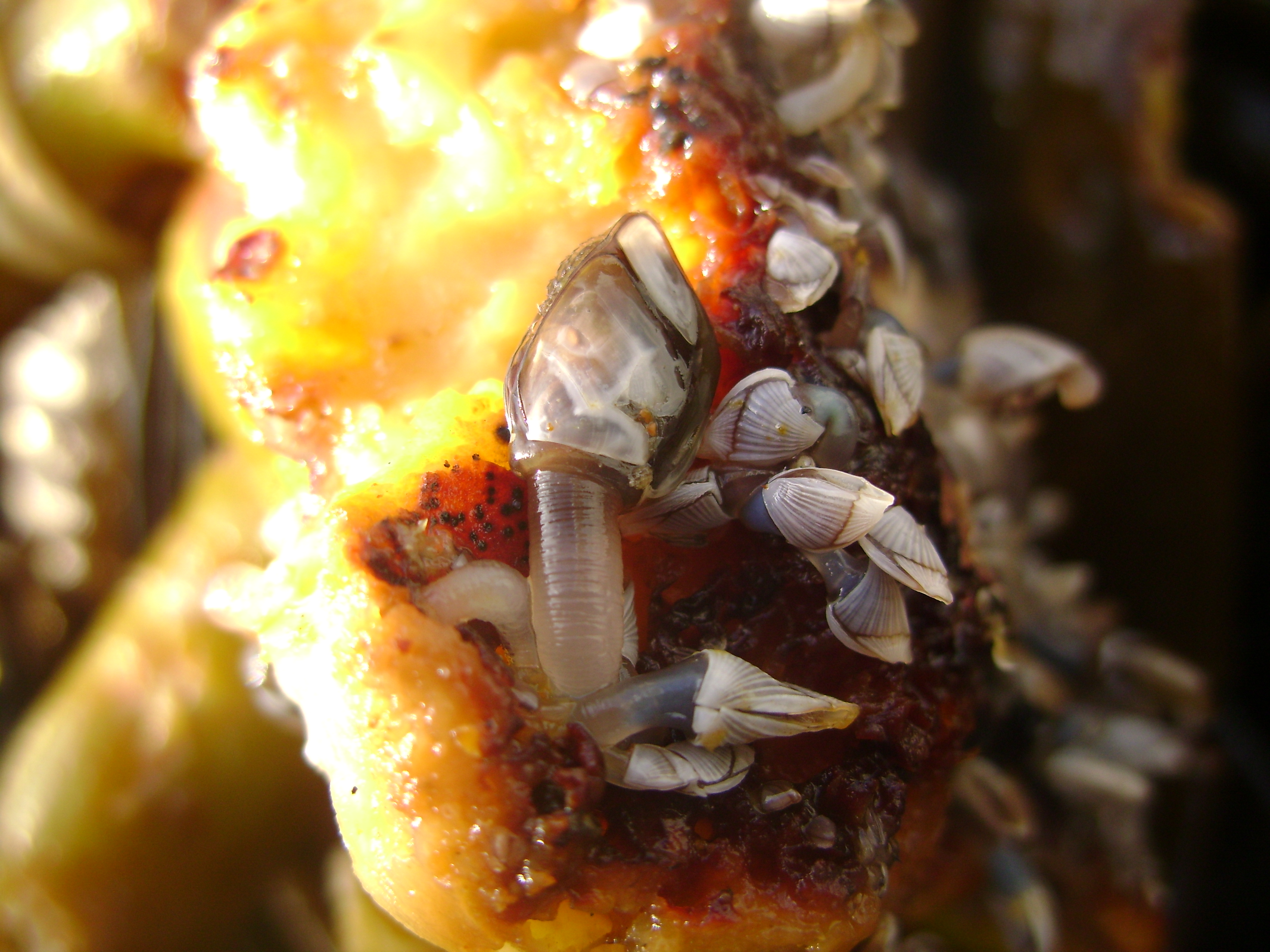
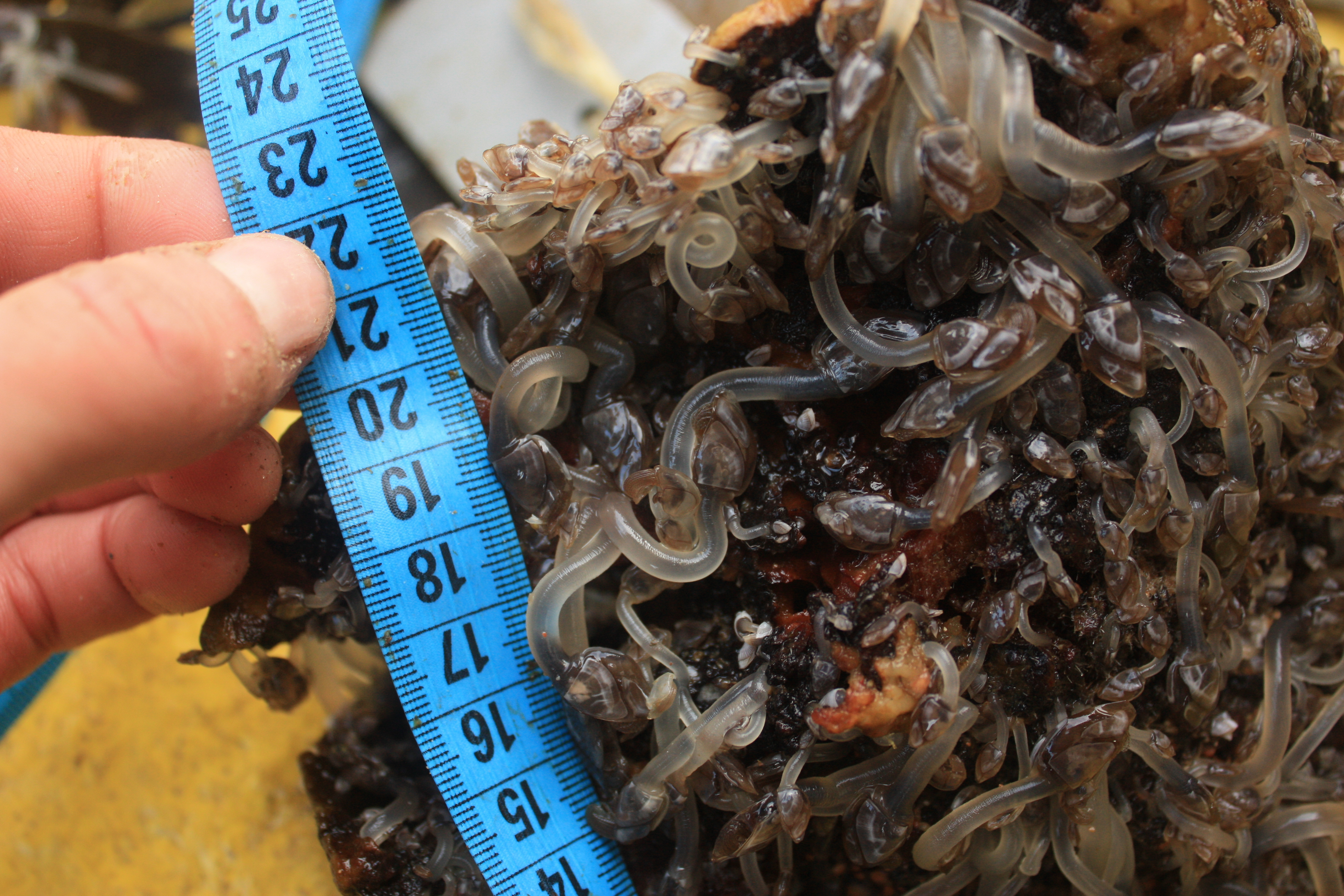
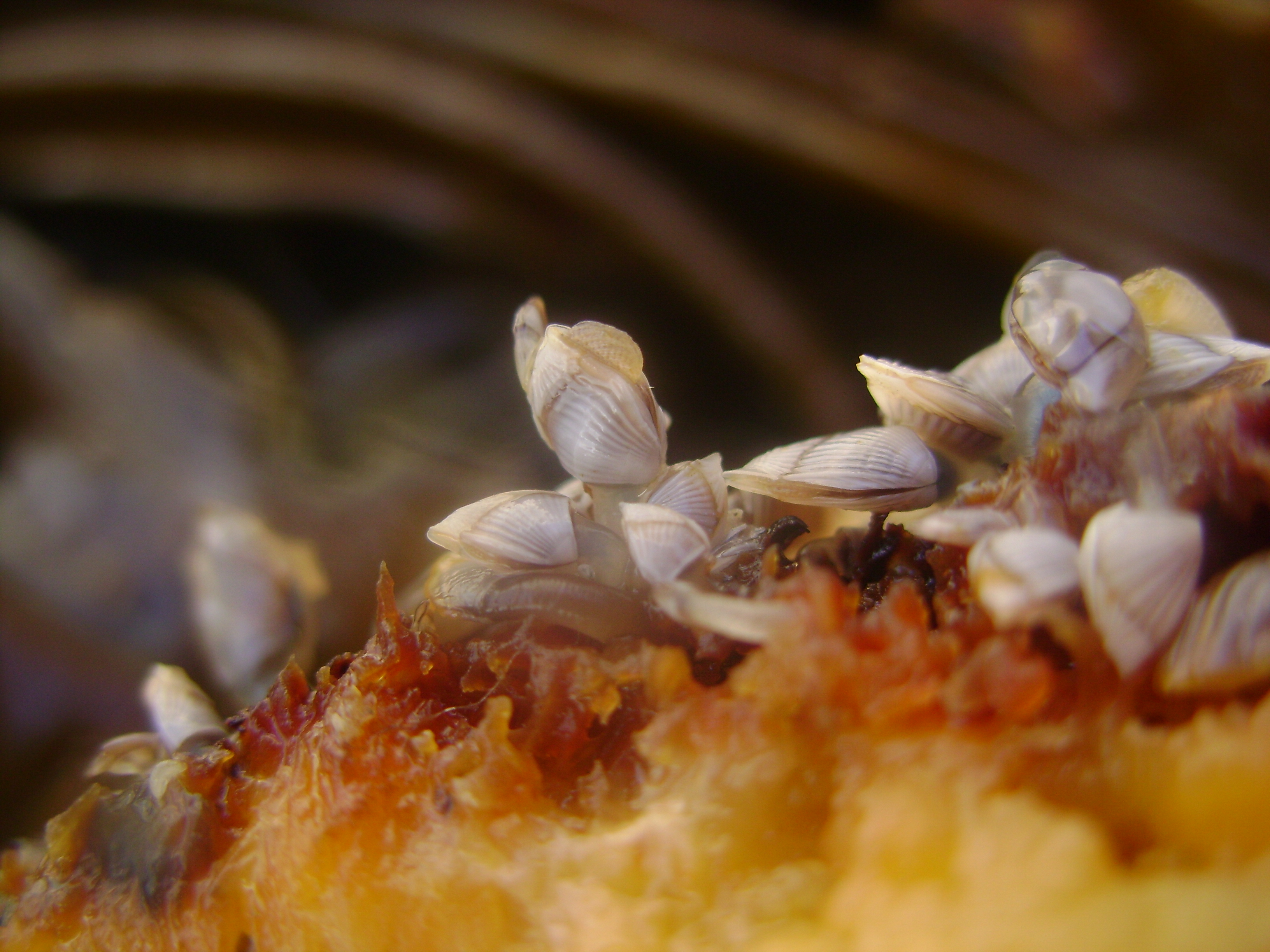